# Pauline Starke
Pauline Starke (10 de enero de 1901 –3 de febrero de 1977) fue una actriz cinematográfica estadounidense del cine mudo nacida en Joplin, Misuri.
Debutó en la interpretación como bailarina y extra en la película de D.W. Griffith de 1916 Intolerancia. Siguió haciendo pequeños papeles hasta que el director Frank Borzage empezó a seleccionarla para primeros papeles a partir de 1917. Su primera aparición en los créditos data de A Connecticut Yankee at King Arthur's Court (1921). Seleccionada como una de las WAMPAS Baby Stars en 1922, Pauline Starke trabajó entre los años 1916 y 1935. Sin embargo, al llegar el sonido al cine, la carrera de Pauline Starke declinó.
Se casó en dos ocasiones. La primera con el productor/director Jack White en 1927, y la segunda con el actor George Sherwood. 
Falleció a causa de las complicaciones de un accidente cerebrovascular el 3 de febrero de 1977 en Santa Mónica (California).
Pauline Starke tiene una estrella en el Paseo de la Fama de Hollywood, en el 6125 de Hollywood Boulevard, por su contribución a la industria cinematográfica.